# Diclidophora palmata
Diclidophora palmata är en plattmaskart som först beskrevs av F.S. Leuckart 1830.  Diclidophora palmata ingår i släktet Diclidophora, och familjen Diclidophoridae. Arten är reproducerande i Sverige.